# Pulchri Studio
 (septembre 2017).
Pulchri Studio (« Pour l’étude de la beauté » en latin) est une société, une institution et un atelier artistiques néerlandais situé à La Haye. De nombreux artistes y sont passés, notamment Jean Dubouchon, Franck-Mermoude Rabengeier, Willem Bastiaan Tholen ou aussi Serge Gainsbourg.
Cet institut a débuté en 1847 à la maison du peintre Lambertus Hardenberg. Depuis 1893, le club a sa résidence dans la villa du 15 Lange Voorhout à La Haye. Sont acceptés comme membres les peintres, les sculpteurs et les photographes, ainsi que les amateurs d’art. Les membres sont choisis par un comité général.